# Злокачественные опухоли полости рта
Злокачественные опухоли полости рта — злокачественные новообразования, происходящие из эпителия полости рта и подлежащих тканей.

## Заболеваемость
Заболеваемость злокачественными новообразованиями полости рта определяется бытовыми привычками, питанием, воздействием внешней среды. Основную долю (65 %) занимают опухоли языка, далее следуют опухоли слизистой оболочки щёк (12,9 %), дна ротовой полости (10,9 %), слизистой оболочки альвеолярных отростков верхней челюсти и твердого неба (8,9 %), мягкого нёба (6,2 %), слизистой оболочки альвеолярного отростка нижней челюсти (5,9 %), язычка мягкого нёба (1,5 %), передних нёбных дужек (1,3 %).
Этими заболеваниями мужчины страдают в 5-7 раз чаще, чем женщины. Пик заболеваемости приходится на возраст 60-70 лет, но риск заболеть возрастает с 40 лет. Тем не менее, этот вид заболевания иногда встречается и у детей. Особый риск заболеть возникает при злоупотреблении алкоголем, курении, жевании бетеля и насвая. Определённую опасность представляет постоянное травмирование слизистой оболочки коронкой зуба, пломбой или зубным протезом. В группу риска входят люди, работающие на вредных производствах (воздействие вредных веществ, повышенных температур и др.). Влияние характера питания на заболеваемость заключается в недостатке витамина А, употреблении слишком горячей и острой пищи.

## Этиология и патогенез
Среди злокачественных опухолей полости рта чаще всего встречается рак. Заболеваемость меланомой и саркомой значительно ниже. В 95 % случаев наблюдается плоскоклеточный ороговевающий рак. По гистологической классификации рак полости рта имеет 4 типа:
1. Carcinoma in situ. Наблюдается редко. Эпителий прошёл стадию малигнизации клеточного полиморфизма, но базальная мембрана не повреждена.
2. Плоскоклеточный рак, проросший подлежащую соединительную ткань:
  - ороговевающий плоскоклеточный рак (веррукозная карцинома): опухолевая масса имеет большие участки ороговевшего эпителия («раковые жемчужины»), быстро разрушает соседние ткани;
  - неороговевающий плоскоклеточный рак: разрастания атипичных масс изменённого эпителия без ороговения; агрессивная опухоль;
  - Низкодифференцированный рак с клетками веретенообразной формы, напоминающими клетки саркомы; самая злокачественная разновидность.

Среди сарком полости рта встречаются:
- фибросаркома
- липосаркома
- лейомиосаркома
- рабдомиосаркома
- хондросаркома
- ангиосаркома
- гемангиоперицитома

Опухоли задних отделов полости рта значительно агрессивнее, чем передних.

## Клиническое течение

### Начальный период развития заболевания
Начальный период заболевания протекает бессимптомно: опухоль проявляется в виде безболезненных узелков, язв и трещин. На этой стадии к врачу обращаются редко. Появление болей чаще всего связывают с тонзиллитом, заболеваниями зубов, невралгией и др.
Наиболее часто встречается язвенная форма опухоли, которая в половине случаев имеет быстрый рост. Более быстро растёт узловатая форма в виде уплотнений слизистой оболочки. Папиллярная форма имеет вид плотных разрастаний.

### Развитый период
На этой стадии присоединяется боль, имеющая вначале локальный характер, но затем иррадиируя в различные области головы, ухо, виски. Опухоль вызывает повышенное слюноотделение. К опухоли присоединяется вторичная инфекция, маскирующая основное заболевание; с распадом опухоли появляется гнилостный запах.
Экзофитная папиллярная форма имеет вид грибовидных разрастаний с папиллярными выростами и встречается в 25 % всех случаев. Язвенная форма имеет вид кратерообразной язвы с валиком активного роста. Эндофитная форма встречается в 41 % случаев в виде язвы на опухолевом узле без чётких границ.

### Запущенный период
На этой стадии опухоль широко распространена и разрушает прилежащие ткани.

## Отдельные разновидности рака полости рта

### Рак языка
Рак языка чаще всего встречается на боковой поверхности органа (62-70 % случаев), затем следуют нижняя поверхность, спинка языка (6 %), кончик языка (3 %). Корень языка поражается раком в 20-40 % случаев. Плоскоклеточный рак передней части языка возникает из малых слюнных желёз.
Обычно рак языка рано обнаруживается самими больными за исключением опухоли дистальных отделов. Этому способствуют рано проявляющиеся нарушения речи, жевания, глотания, а позже — присоединяющиеся боли, иррадиирующие вдоль ветвей тройничного нерва. Рак дистальных отделов языка проявляет себя нарушениями дыхания вследствие закупорки ротоглотки. Вследствие развитой лимфатической сети многочисленные метастазы в регионарные лимфатические узлы появляются довольно рано. Иногда их обнаруживают раньше, чем основной опухолевый узел.

### Рак дна полости рта
Опухоль быстро растёт, прорастая как нижнюю поверхность языка, так и мышцы дна полости рта и подчелюстные слюнные железы, а также распространяясь по системе язычной артерии. Опухолевый узел обнаруживается больными как инородный нарост, затем по мере изъязвления появляются повышенное слюноотделение, боли, кровотечения и метастазы в регионарных лимфоузлах.

### Рак слизистой оболочки щёк
Опухоль часто возникает на уровне угла рта, линии смыкания рта и в ретромолярной области и часто маскируется под обычную язву. Затем присоединяются боли при разговоре, жевании и глотании, а при прорастании жевательной или внутренней крыловидной мышцы — ограничения открывания рта.

### Рак слизистой оболочки нёба
Опухоли слизистой оболочки твёрдого нёба представлены цилиндромами и аденокистозными аденокарциномами, происходящими из малых слюнных желёз; редко - плоскоклеточным раком. Мягкое нёбо чаще поражается плоскоклеточным раком. Заболевание рано проявляется болями вследствие быстрого изъязвления, иногда обнаруживается в виде медленно растущего опухолевого узла, а боли присоединяются позже вследствие его давления на слизистую оболочку, изъязвления и присоединения вторичной инфекции. Рак передних нёбных дужек проявляет себя неприятными ощущениями в горле, при глотании, а затем - ограничением открытия рта и кровотечениями, что указывает на запущенность процесса и плохой прогноз.

### Рак слизистой оболочки альвеолярных отростков
Рак слизистой оболочки альвеолярных отростков может поражать и верхнюю, и нижнюю челюсти. Обычно представлен плоскоклеточным раком. В процессе опухолевого роста поражает зубы, в связи с чем рано проявляет себя болевыми ощущениями, однако по этой же причине неправильно идентифицируется. Легко кровоточит.

## Метастазирование
Метастазы рака органов полости рта чаще всего происходит в поверхностные и глубокие шейные лимфатические узлы. Направление распространения метастазов зависит от размеров опухоли, её гистологической принадлежности и локализации. Рак дна полости рта, альвеолярных отростков нижней челюсти и слизистой оболочки щёк поражает метастазами поднижнечелюстные лимфатические узлы; рак боковой поверхности и кончика языка - подчелюстные, средние и глубокие шейные лимфоузлы шеи; рак дистальных отделов полости рта - лимфатические узлы в области яремной вены. Очень редко метастазы обнаруживаются в надключичных лимфоузлах. Отдалённые метастазы встречаются редко, их находят в лёгких, сердце, головном мозге, костях, печени. Наличие метастазов значительно ухудшает прогноз заболевания.

## Диагностика
Степень распространённости опухолей полости рта определяют визуально и при помощи пальпации, поскольку методы термографии, ультразвукового сканирования и
компьютерной томографии не позволяют определить их распространённость в мягких тканях. Степень поражения челюсти и лицевых костей выясняют с помощью рентгенографии.
Дифференциальная диагностика позволяет отделить злокачественные новообразования от воспалительных заболеваний, сифилиса и туберкулёза слизистой оболочки полости рта. Окончательный диагноз ставится на основании результатов биопсии.

## Лечение
Лечение злокачественных опухолей полости рта включают в себя:
- лечение первичного опухолевого узла
- лечение метастазов